# Martin McGuinness
James Martin Pacelli McGuinness (írül: Máirtín Mag Aonghusa, Londonderry, Észak-Írország, 1950. május 23. – Londonderry, 2017. március 21.) északír politikus, a Sinn Féin párt parlamenti képviselője, miniszterelnök-helyettes.

## Élete

### IRA-tagság
Az 1970-es években vezetőségi tagja volt az Ír Köztársasági Hadsereg (IRA) fegyveres csoportjának és emiatt kétszer is ült börtönben.

## A politikában
A Sinn Féin főtárgyalójaként az 1998-as nagypénteki – a hatalommegosztást rendező – megállapodás egyik szülőatyja lett (április 10.), ami a tartományban élő két közösség  (a protestáns angol és skót, valamint a katolikus ír) hatalommegosztásán alapuló önkormányzás alapjait fektette le, melynek értelmében megszűnt a korábbi hatalomgyakorlás aránytalansága. David Trimble kormányában oktatási miniszter 1998 novembere és 2007 májusa között. Majd 2007 májusában, a megalakuló északír – katolikus–protestáns, Ian Paisley tiszteletes vezette – tartományi kormány miniszterelnök-helyettese lett, akivel közösen – a brit és az ír kormányfő, Tony Blair és Bertie Ahern jelenlétében – tette le a belfasti Stormont-palotában (az ulsteri kormány székhelyén) a hivatali esküt.